# Isosaari (ö i Finland, Kajanaland, Kajana, lat 64,08, long 26,88)
Isosaari är en ö i Finland. Den ligger i sjön Saaresjärvi och i kommunen Kajana i den ekonomiska regionen  Kajana ekonomiska region  och landskapet Kajanaland, i den centrala delen av landet, 400 km norr om huvudstaden Helsingfors. Öns area är 4,5 hektar och dess största längd är 440 meter i sydöst-nordvästlig riktning.